# Libvirt
LibVirt —— проект компанії Red Hat, в рамках якого розвивається бібліотека і набір інструментів для уніфікованого локального і віддаленого управління віртуальними оточеннями. Підтримуються наступні системи віртуалізації: Xen, QEMU, KVM, LXC, OpenVZ, User Mode Linux, VMware ESX/GSX/Workstation/Player, BHyve, Virtuozzo, VirtualBox, Microsoft Hyper-V, IBM PowerVM. Статус підтримки різних систем віртуалізації можна подивитися в цій таблиці [Архівовано 28 липня 2016 у Wayback Machine.]. Як сховище можуть використовуватися локальні IDE/SCSI/USB диски, FibreChannel, LVM, iSCSI, NFS і різні файлові системи.

libvirt підтримує кілька гіпервізорів і підтримується кількома системами управління

Сам libvirt є бібліотекою C, але має прив'язки до інших мов, в тому числі до Python, Perl, OCaml, Ruby, Java, та PHP. libvirt для цих мов програмування скомпонований в обгортки іншого класу/пакету, що зветься libvirtmod. Реалізація libvirtmod тісно пов'язана з їхнім аналогом на C/C++ у синтаксисі та функціональності.

## Виноски
1. ↑  Python bindings. Архів оригіналу за 3 грудня 2020. Процитовано 16 липня 2016.
2. ↑  Perl bindings. Архів оригіналу за 18 жовтня 2019. Процитовано 16 липня 2016.
3. ↑  OCaml bindings. Архів оригіналу за 20 вересня 2020. Процитовано 16 липня 2016.
4. ↑  Ruby bindings. Архів оригіналу за 5 серпня 2019. Процитовано 16 липня 2016.
5. ↑  Java bindings. Архів оригіналу за 3 грудня 2020. Процитовано 16 липня 2016.
6. ↑  PHP bindings. Архів оригіналу за 6 серпня 2019. Процитовано 16 липня 2016.